# Grevelingendam
De Grevelingendam is een Nederlandse dam in de zeearm Grevelingen tussen Schouwen-Duiveland (Zeeland) en Goeree-Overflakkee (Zuid-Holland). De dam is het vierde bouwwerk van de Deltawerken. Het doel is het afsluiten van een zeegat.

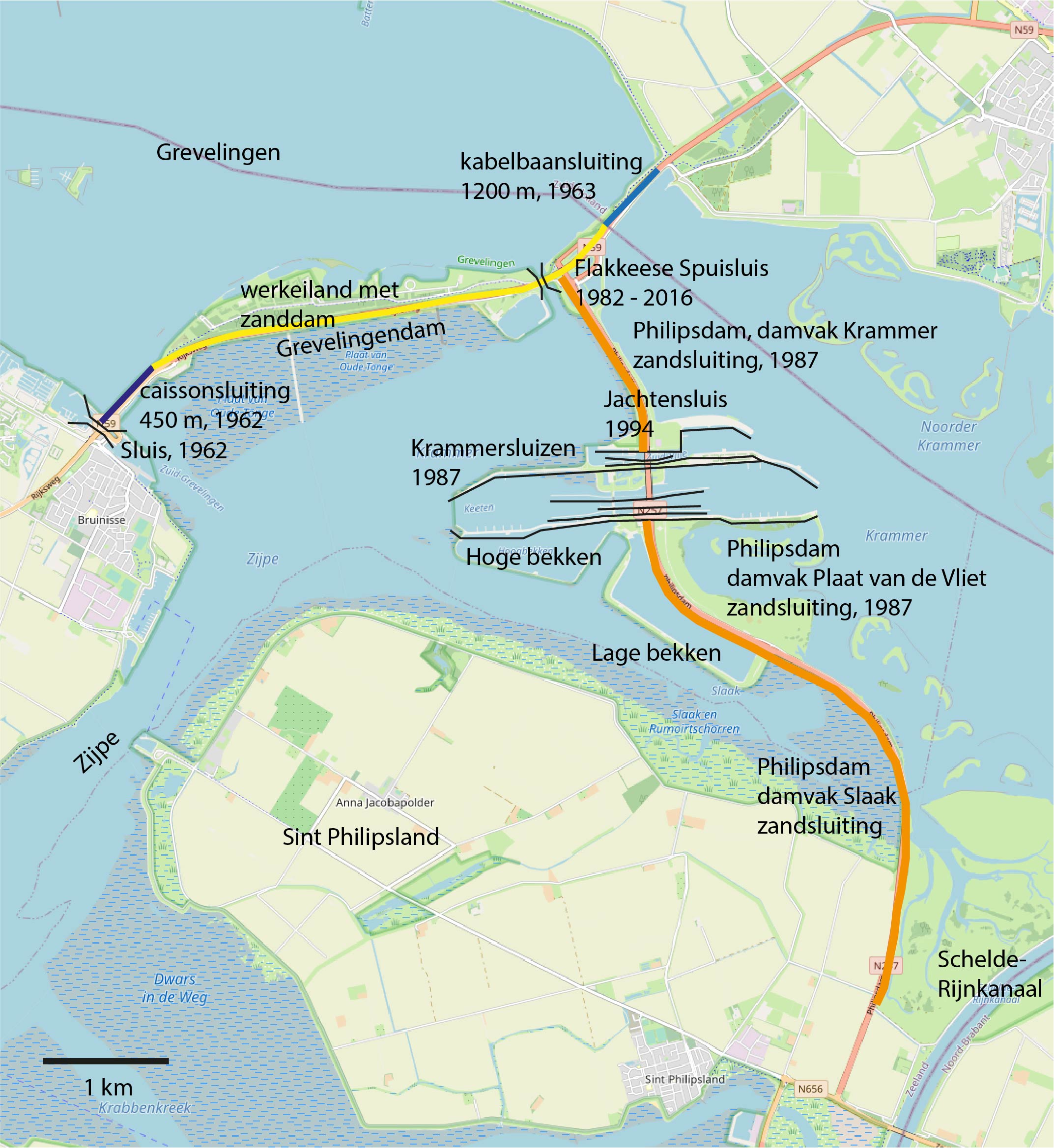
de situatie van de werken

## Noodzaak van deze dam
De Deltawet van 1958 bepaalde dat de zeegaten aan de zeezijde moesten worden afgesloten, dus de aanleg van de Grevelingendam was geen eis van de Deltawet. Echter om technische redenen was het noodzakelijk om eerst hier een compartimenteringsdam aan te leggen. Zonder deze dam zou de aanleg van de Brouwersdam heel moeilijk worden. Omdat de Grevelingendam is aangelegd op een plek waar de stroomsnelheden niet al te groot waren (het is in de omgeving van een wantij) is de aanleg van deze dam ook gebruikt om ervaring op te doen die nodig zou zijn voor  meer gecompliceerde sluitingen, zoals die van het Haringvliet, het Brouwershavense Gat en de Oosterschelde. 

## Uitvoering van de bouw
De bouw van de zes kilometer lange dam begon in 1958 met als doel dat deze in 1964 opgeleverd zou worden. Men is begonnen met de aanleg van de schutsluis bij Bruinisse, en in 1960 met de aanleg van de eigenlijke dam.
Voor het bepalen van het uitvoeringsschema was de ligging van de dam van grote invloed. Over grote lengte is deze aangelegd op een bij eb droogvallende zandbank, de Plaat van Oude Tonge. Tussen de zuidzijde van de plaat en de schutsluis, die aan de Duivelandse oever is gesitueerd, kruist de dam een vrij diepe geul (max. diepte ca. 25 m). In deze geul is een ruim 400 m breed en 5 m diep sluitgat gevormd. Tussen de noordzijde van de Plaat van Oude Tonge en de Flakkeese oever wordt een ruim 1000 m breed, doch minder diep geulenstelsel gekruist. De hydraulische onderzoekingen hadden uitgewezen dat het gewenst was de sluiting van de zuidelijke geul bij de Duivelandse kust te laten voorafgaan aan de sluiting van de noordelijke geul nabij Flakkee. Mede op grond van de wenselijkheid het oorspronkelijke stroombeeld eerst op een zo laat mogelijk tijdstip te wijzigen is toen het volgende uitvoeringsschema ontworpen: 
- 1961: Aanleg van het damvak op de Plaat van Oude Tonge. Aanleg van de drempel in de zuidelijke geul.
- 1962: Blokkering van de zuidelijke geul en aanleg van het damvak door deze geul. Aanleg van de drempel in de noordelijke geulen.
- 1963: Blokkering van de noordelijke geulen en aanleg van het damvak door deze geulen.

Door verschillende tegenslagen heeft de bouw van de dam ongeveer zeven jaar geduurd. Op 1 april 1965 werd de dam door minister van Verkeer en Waterstaat Jan van Aartsen geopend.

### Het dwarsprofiel van de dam
De hoogte van het westelijke gedeelte (de 'kruinlijn' ) over de PIaat van Oude Tonge is N.A.P. +5,50 m. Ter plaatse van de geul, waar als gevolg van zwaardere golfoploop een hogere kruinlijn noodzakelijk is, is aan de westzijde een tuimeldijk ontworpen, een dijk die bij een hoge waterstand overstroming toelaat. Op de kruin van de dam is ruimte gehouden voor de aanleg van een vierstrooks autosnelweg. Daarnaast is op de dam een parallelweg voor het langzame verkeer aangelegd.  Het plan was om ten behoeve van de aanleg van de tweede hoofdrijbaan te zijner tijd de tuimeldijk af te graven. Door een beleidswijziging in de zeventiger jaren van de 20e eeuw is besloten het plan te schrappen om van de N59 een vierbaansweg op deze dam te maken.

### De caissonsluiting

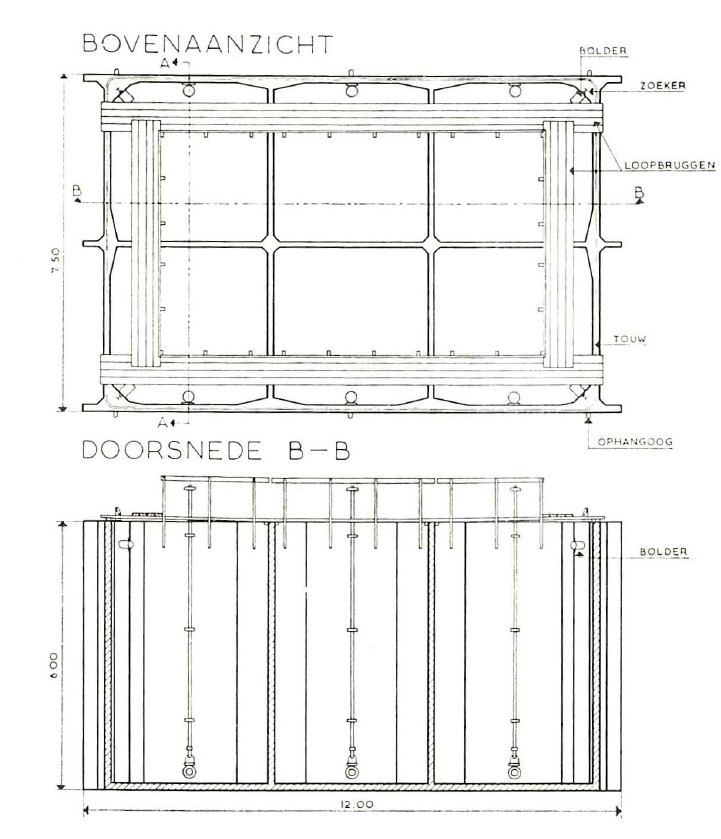
Eenheidscaisson

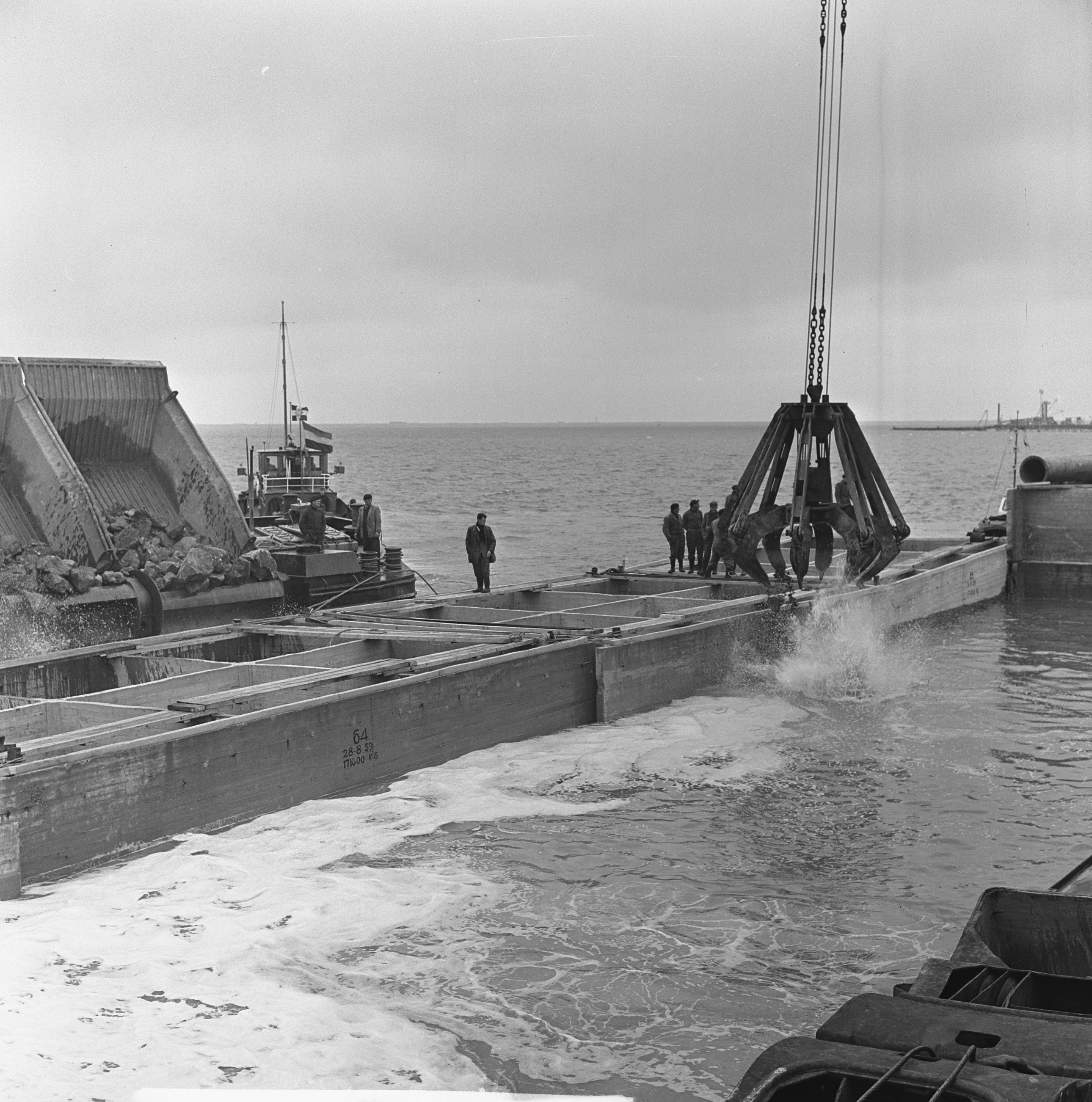
Grevelingen afgesloten vier caissons (reportage), Bestanddeelnr 913-9124

Het zuidelijke sluitgat is eerder gesloten dan het noordelijke, dus bij de sluiting van dit sluitgat zou de stroming niet veel veranderen door het verkleinen van het sluitgat. Daarom was een oplossing met dichte caissons mogelijk (caissonsluiting), en hoefden er geen doorlaatcaissons gebouwd te worden. Men kon gebruik maken van enkele eenheidscaissons die gebruikt waren voor de noodsluitingen van direct na de stormramp van 1953. Verder is een caisson gebruikt dat bedoeld was voor de sluiting van de Brielse Maas. Ten slotte zijn er enkele caissons speciaal voor deze sluiting gemaakt. De caissons zijn drijvend aangevoerd naar het sluitgat; voor het transport werden de caissons samengesteld tot eenheden van vijf stuks. Vóór de sluiting werden aan weerszijden landhoofden geplaatst, zodat het sluitgat een verticale begrenzing verkreeg. De landhoofden waren aan de zuidzijde samengesteld uit twee, aan de noordzijde uit drie caissons die door middel van een kade van mijnsteen, voorzien van een kern van stortsteen, op de koppen van de damvakken werden aangesloten.
Bij een sluiting met behulp van caissons is het noodzakelijk dat deze in het sluitgat worden geplaatst tijdens nagenoeg stilstaand water (kentering). In normale gevallen treden zulke kenteringen op omtrent de tijdstippen van hoogwater en van laagwater. In de Grevelingen zijn echter meer dan twee kenteringen als gevolg van het feit dat de stromingen in het sluitgat zowel door het getij uit de Oosterschelde (via het Zijpe) als door het getij uit het Brouwershavensche Gat worden beïnvloed. De stroomsnelheden in het sluitgat zijn voor de verschillende fases in detail berekend met de toen net gereedgekomen analoge computer Deltar.
De beschikbare tijd tijdens de kentering maakte het niet mogelijk alle caissons afzonderlijk te laten zinken. Daarom werden twee of drie caissons aan elkaar verbonden en liet men deze tegelijk zinken. Tijdens de zinkmanoeuvre werd aan de caissons een geleiding gegeven langs een stevig verankerd kraanponton. Nadat zij tot zinken waren gebracht werden langs de voor- en achterzijde van de caissons bestortingen uitgevoerd met zware stortsteen. Aan de zeezijde werd hierbij gebruik gemaakt van de mechanische steenstorter, aan de rivierzijde van een drijvende kraan. Na de stortingen volgde het plaatsen van de opzetstukken met behulp van een drijvende bok, waarna caisson en opzetstukken tezamen met zand werden volgespoten. De eenheidscaissons hadden een hoogte van 6 m, de opzetstukken van 2 m. Aangezien de drempel in het sluitgat op N.A.P. - 5 m lag, reikte de betonnen versperring tot een niveau van N.A.P. + 3 m.

### De kabelbaansluiting

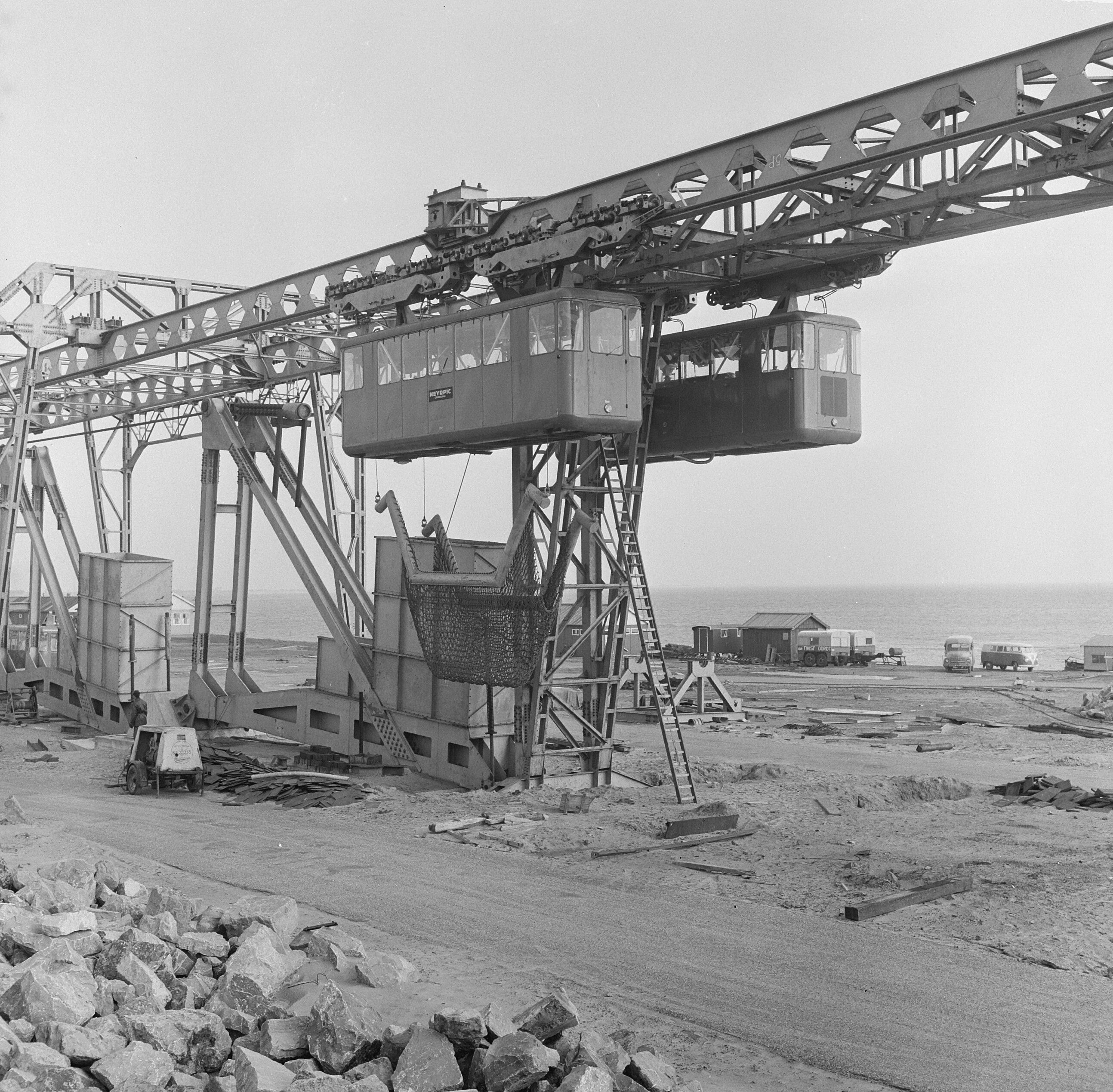
Afsluiting Grevelingendam, Bestanddeelnr 915-7505

Het noordelijke sluitgat was vrij ondiep, zodat gekozen kon worden voor een geleidelijke, verticale sluiting (kabelbaansluiting).
Het voordeel van een geleidelijke (verticale) sluiting is dat de stroomsnelheden minder hoog worden, en er daardoor ook minder diepe erosiekuilen aan weerszijden ontstaan. Er werd niet gekozen voor een hulpbrug waarvan steen in het sluitgat gestort werd omdat er dan te veel brugpijlers nodig zouden zijn. Bij de kabelbaanoplossing was er maar een pyloon in het midden van het sluitgat nodig.
Het transport langs de kabels vond plaats met wagens die een eigen aandrijving hadden. Invoering van eenrichtingsverkeer maakt een hoge vervoerscapaciteit mogelijk. Door de toepassing van onafhankelijk van elkaar werkende eenheden was de gevoeligheid voor storingen van het totale systeem beperkt. De kabelbaan is door Rijkswaterstaat samen met het Franse bedrijf Neyrpic ontworpen. 
In de beide stroomgeulen Krammer en Bocht van St. Jacob is in 1962 een drempel gestort. Er is toen ook vanaf het eiland Flakkee een dijkvak gebouwd. Het overblijvende sluitgat had een lengte van ongeveer 1200 m. De ontworpen kabelbaan was van het type 'blondin automoteur continu'. De baan bestond uit twee draagkabels, waarop aan de beide einden vaste railgedeelten aansluiten. Deze laatste baanvakken eindigden in een draaischijf, waarlangs de wagens van de ene baan op de andere konden overgaan. De wagens hadden elk een eigen aandrijving, bestaande uit een verbrandingsmotor, waarmede tevens de hijsinrichting voor de lasten werd aangedreven. De wagens waren bemand.

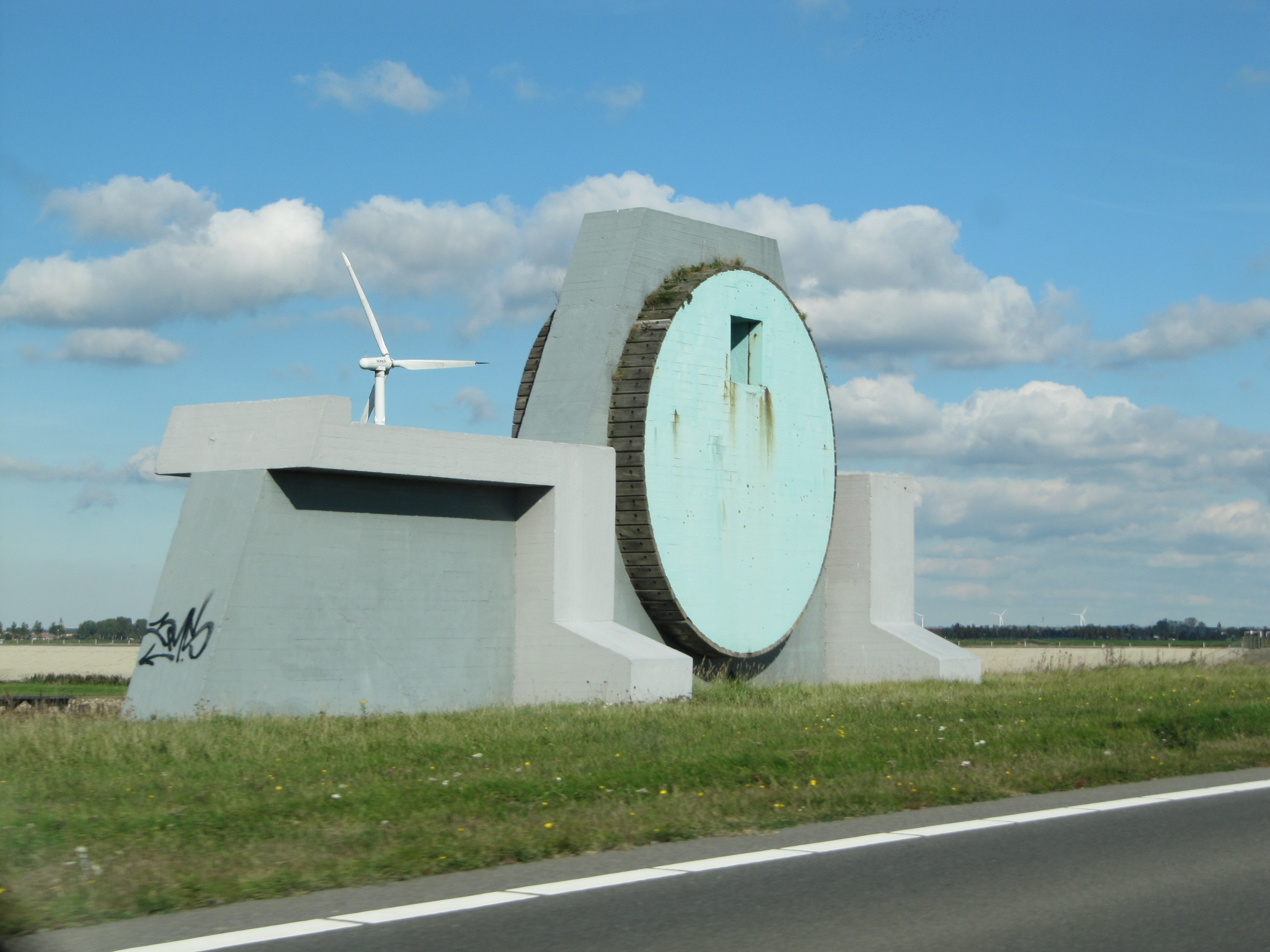
Kabelbaananker bewaard als monument ter herinnering aan de aanleg van de Grevelingendam

De draagkabels waren aan de noordoostzijde aan een vast punt bevestigd; dit ankerpunt is bewaard gebleven als monument op de dam. Aan de andere kant waren zij bevestigd aan kantelbare tegengewichten. Hierdoor was een vrijwel constante spanning in de kabel verzekerd. De nuttige last werden in eerste instantie vervoerd in vier stalen onderlosbakken. Deze konden gezamenlijk worden opgehesen en neergelaten. Later werden ook stalen netten gebruikt. Hiermee kon 360 ton steen per uur gestort worden.

## Grevelingenmeer
Door de latere bouw van de Brouwersdam ontstond het Grevelingenmeer dat een populaire watersportplaats is geworden, onder meer voor sportduikers en (beginnende) zeekajakkers. Via de Grevelingensluis bij Bruinisse komt de scheepvaart op het Krammer. Voor de verversing van het water in het Gervelingenmeer is een hevelconstructie aangelegd in de Brouwersdam en later ook in de Grevelingendam (de Flakkeese spuisluis). Deze bleken meer capaciteit te moeten hebben dan oorspronkelijk was gedacht, omdat later besloten is om het Gevelingenmeer niet te verzoeten maar zout te laten. Nabij de verversingsinlaat is later ook de aansluiting met de Philipsdam  gemaakt, die noodzakelijk was als gevolg van het besluit om de Oosterschelde niet af te sluiten. Hier is ook de mogelijkheid gemaakt om proeven te doen met getijdenenergie, maar dat project is gestaakt. 

## Wegverkeer
De N59 loopt over de Grevelingendam. Over de Grevelingsluis is voor het drukke verkeer over de N59 een tweede brug aangelegd. Hierdoor kan het verkeer blijven doorstromen, als een van de bruggen geopend is.
Dicht bij het Zuid-Hollandse uiteinde van de Grevelingendam sluit de Philipsdam aan op de Grevelingendam.

## Recreatie
Er is mogelijkheid tot mountainbiken of cyclo-crossen op de Grevelingendam. Voor mensen met paarden of honden zijn er open terreinen. Ook zijn er stranden voor kite- en windsurfers en is er een aanlegsteiger voor boten.

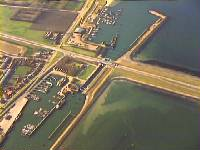
Grevelingensluis in Grevelingendam bij Bruinisse
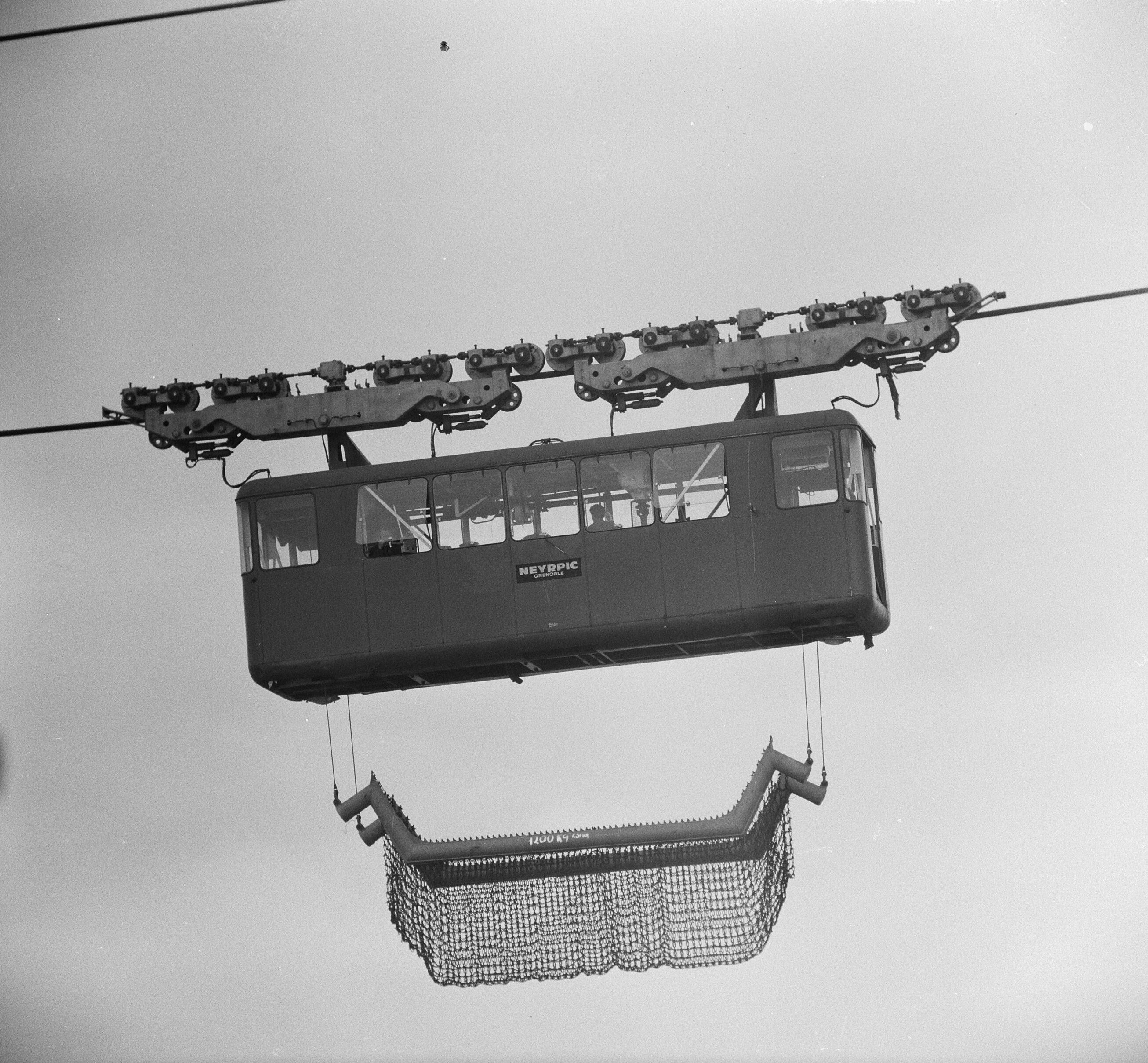
Gondelvaart Grevelingendam, de gondel met net
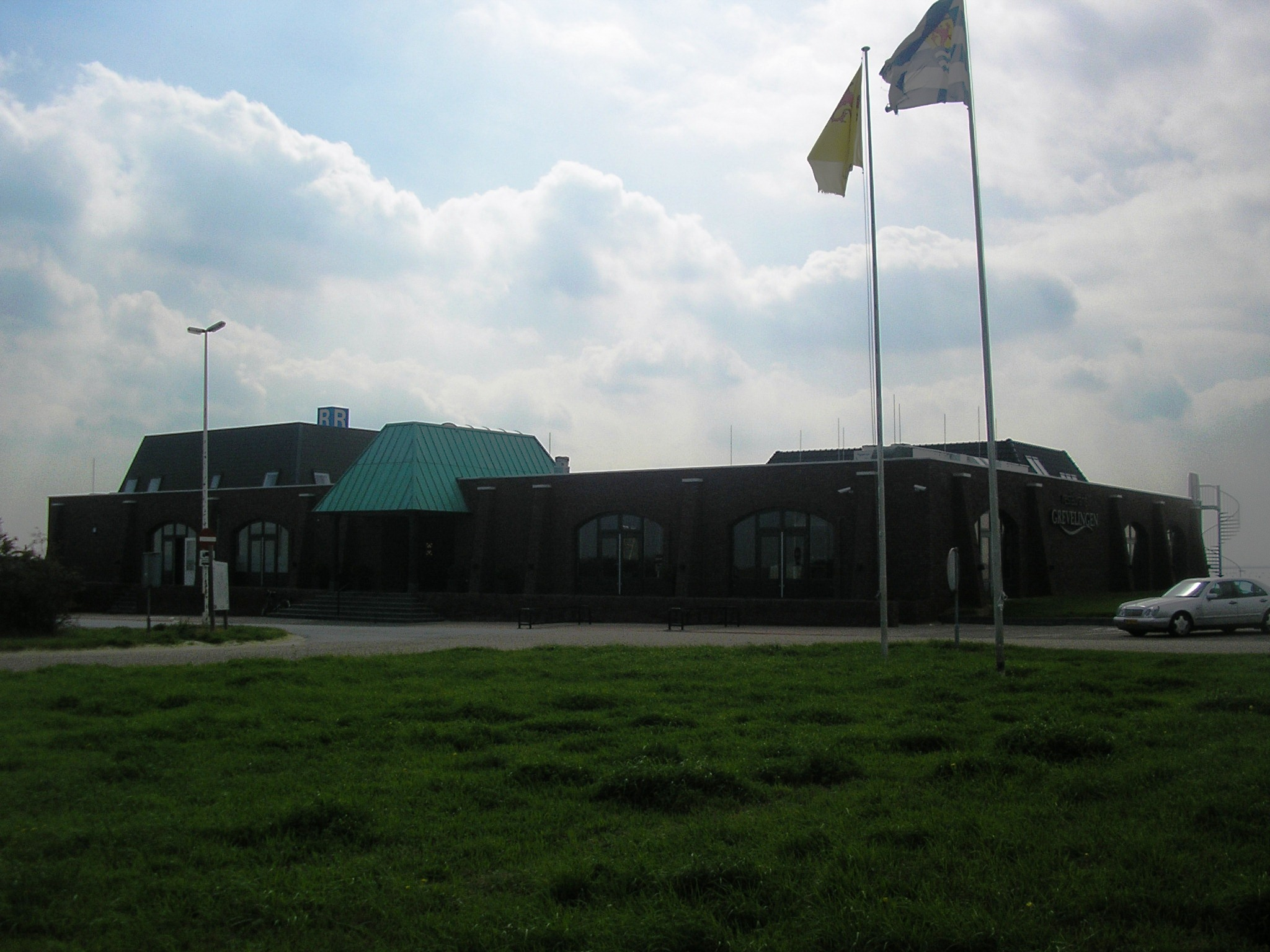
Restaurant de Grevelingen.